# 建伍
建伍株式會社（日语：株式会社ケンウッド），是成立於1946年、總部設在日本東京的消費性與專業電子企業。現「KENWOOD」為JVC建伍旗下品牌。

## 海外名稱及商標
1947年2月採用商標「TRIO」代表春日家族經營的三重奏，但1960年代擴展海外市場卻遇到難題。
當時特麗音（即後來的建伍）是美國RadioShack下游廠商之一，負責的貿易商日裔經理威廉·春日（William "Bill" Kasuga，與前述春日家族無關）覺得賣日本產品比RadioShack作法好。趁著兩位特麗音高層訪美時秘密會面，說服以其公司名下販售並取得獨家代理，然而那時日本產品被看作爛貨，「TRIO」又被其他公司註冊商標，必須要扎實的美國名字；於是參考美日名聲響亮、具厚重和高級感的「楷模家電」（KENmore Appliances），以及著名的「好萊塢」（HollyWOOD），結合即是「KENWOOD」。1963年，首家海外銷售據點「Kenwood Electronics, Inc.」由荒谷哲夫、威廉·春日等人在美國洛杉磯成立，特麗音持股49%並於1986年買回。另外，歐洲方面，在1963年美國以「KENWOOD」展開時，也小規模引進英國，不過囿於已有同名家電，產品仍使用「TRIO」，之後採「TIRO-KENWOOD」名義開設子公司，直到「KENWOOD」成為知名品牌才統一。

1980年頃TIRO與KENWOOD並列品牌樣式
1980年頃使用標識

## 沿革
- 1946年7月，前身「春日無線電兄弟商会」，由春日仲一及其弟二郎創立。[6]

- 1946年12月，加入叔父久夫，三人共同改組為法人「有限会社春日無線電機商会」（Kasuga Radio Co., Ltd.）。[6][7]

- 1947年2月 ，決定採「天樂牌」[8]（TRIO）為商標。

- 1950年1月，更名「春日無線工業株式会社」（Kasuga Radio Industry Corporation）。

- 1958年10月，營業部門分社「特麗音商事株式会社」設立。

- 1960年1月，改名「特麗音[8]株式会社（Trio Electronics, Inc.）。

- 1961年10月，股票在東京證交所第二部上市；11月，海外品牌「KENWOOD」誕生。

- 1962年，改訂「TRIO」標識字樣。

- 1963年12月，在美國設立首家海外銷售公司「Kenwood Electronics, Inc.」（現「Kenwood U.S.A. Corporation」）。

- 1968年5月，「Trio-Kenwood Electronics, N.V.」 （現「Kenwood Electronics Belgium N.V.→JVCKENWOOD Belgium N.V.」）在比利時布魯塞爾成立；10月，創立22周年紀念制定社章與標識並用。

- 1969年10月，股票在東京證交所第一部上市。

- 1970年，以片假名字樣的公司商標統一為「TRIO」。

- 1971年10月，以「研克樂福」（Kencraft）品牌投入套裝事業。[9]

- 1972年1月，創辦人春日仲一、二郎出走，另設「Kensonic株式会社」（Kensonic Laboratory, Inc.）。[6][10]

- 1975年1月，公司英文名變更為「TRIO-KENWOOD CORPORATION」。

- 1979年10月，日本高級音響採用「KENWOOD」品牌。

- 1980年4月，以「KENWOOD」品牌投入海內外汽車音響市場。

- 1981年8月，決定「KENWOOD」為全球品牌；11月完成其標識。

- 1982年8月，整併特麗音商事株式会社。

- 1982年9月，完成企業識別系統（CIS）、新版「KENWOOD」標識開始採用。

- 1986年6月，再度更名「建伍株式会社」（Kenwood Corporation）。

- 1996年9月，創業50周年之際，將子公司名「Trio-Kenwood」統一為「Kenwood」。

- 2008年5月，和JVC公司宣佈双方已经达成协议，两家公司的全部业务合併，组建一家新的控股公司，命名为「JVC建伍控股」，从同年10月1日起正式运作，建伍子公司化。

- 2011年10月，建伍併入母公司JVC建伍成為運作品牌，公司法人消滅。

## 外部連結
- Kenwood Global （页面存档备份，存于）
- Kenwood （页面存档备份，存于）